# Gradie Kamuanya Mpoyi
Gradie Kamuanya Mpoyi, née le 19 mai 1995, est une taekwondoïste congolaise (RDC).

## Carrière
Gradie Kamuanya Mpoyi est médaillée de bronze dans la catégorie des moins de 62 kg aux Championnats d'Afrique de taekwondo 2012 à Antananarivo, aux Jeux africains de 2015 à Brazzaville et aux Championnats d'Afrique de taekwondo 2016 à Port-Saïd.